# Camera solare
La camera solare (inglese: solar camera) è uno strumento simile al microscopio solare (solar microscope) o alla lanterna magica, il quale contiene uno specchio orientabile in due direzioni; tale specchio manda i raggi solari su una grande lente pianoconvessa la quale concentra i raggi sul negativo e lo illumina con luce molto intensa.
Il negativo è situato vicino al punto di fuoco dell'obiettivo il quale, esattamente come la lente di una lanterna magica proietta un'immagine ingrandita del negativo. Affinché possa seguire il movimento del sole, lo specchio viene spostato attraverso un eliostato oppure manualmente.
Lo specchio viene posizionato fuori dalla finestra di una stanza buia e si fa in modo che i raggi di luce siano convogliati nel dispositivo. L'immagine viene messa a fuoco e successivamente viene stesa una pellicola fotosensibile sull'immagine. Su tale pellicola appare l'immagine grazie all'azione dei raggi del sole.
L'immagine viene realizzata nello stesso modo dei comuni processi di copia. Al posto della luce vengono anche utilizzate con successo la luce elettrica e la luce prodotta dal magnesio o dal petrolio.
Gli inventori della camera solare sono David Acheson Woodward e Jacob Wothly; il fotochimico e fotografo professionista belga Désiré van Monckhoven brevettò nel 1863 una soluzione per un "apparato ottico atto all'ingrandimento per mezzo della proiezione".